# Paulo Sérgio Castro Oliveira
Paulo Sérgio Castro Oliveira (Rio Grande, 30 de julho de 1950 – Rio Grande, 26 de setembro de 2020) foi um enxadrista brasileiro, hexacampeão gaúcho da modalidade (1972, 1987, 1990, 1992, 1993, 2009). Seu maior rating FIDE foi atingido em julho de 1991.
Paulo é o maior vencedor do Campeonato Gaúcho de Xadrez, com 6 títulos. Participou da Final do Campeonato Brasileiro de xadrez de 1990, terminando em oitavo lugar.